# Porvenir (Bolivia)
Porvenir è un comune (municipio in spagnolo) della Bolivia, capoluogo della provincia di Nicolás Suárez (dipartimento di Pando) con 4.518 abitanti (dato 2010).

## Cantoni
Il comune è suddiviso in 2 cantoni.
- Campo Ana (Porvenir)
- San Luis